# Beszállókártya (album)
A Beszállókártya Bartók Eszter első szólóalbuma, 2006. április 10-én jelent meg. Az albumról két kislemez jelent meg: a Félhomályból és a Caramellel készült Elég ha érzed című dalokból. Az albumon hallható két dal a Gólyalábon áll az idő  és az Elefántos dal jazz-verziója a Fej vagy írás című mozifilm betétdalai.

## Számok listája
1. "Félhomályból"
2. "Kézen foglak"
3. "Elég ha érzed"
4. "Gólyalábon áll az idő"
5. "Útközben élsz"
6. "Full of Pride"
7. "Itthon vagyok"
8. "Képzeletrajz"
9. "Love"
10. "Elefántos dal"
11. "Elefántos dal (jazz verzió)"
12. "I Don't Want to Lose You"
13. "Búcsúdal"